# Number 13
Number 13, ook bekend als Number Thirteen of Mrs Peabody (de film had nog geen officiële titel, maar uitsluitend werktitels), is een nooit voltooide of uitgebrachte Britse stomme film. De film is het eerste werk van regisseur Alfred Hitchcock. De hoofdrollen werden vervuld door Clare Greet en Ernest Thesiger die een echtpaar speelden.

## Productie
Het script van Number 13 werd geschreven door een vrouw die werkte bij de Islington-studio. Haar naam is onbekend, maar ze zou volgens Hitchcock eerder samen hebben gewerkt met Charlie Chaplin.
Hitchcock begon in 1922 voor producent Gainsborough Pictures met het filmen. Nadat er slechts twee filmrollen vol waren, werd de productie stopgezet, daar het budget ontoereikend bleek. 
De film werd onder andere mede gefinancierd door Clare Greet en Hitchcocks oom John Hitchcock.

## Nasleep
Na het afblazen raakte de film in de vergetelheid, mede doordat Hitchcock er zelf nooit over sprak. Pas nadat zijn biograaf Donald Spoto hem vroeg naar zijn eerste films en leven in de jaren 20 onthulde hij het bestaan van het project. Ook het script ging verloren, waardoor niet meer bekend is waar het verhaal precies over zou gaan.
Fans, verzamelaars en filmhistorici zoeken - tot nog toe tevergeefs - naar de originele filmrollen en het scenario, die waarschijnlijk verloren gegaan zijn. Alleen enkele afzonderlijke beelden van de film zijn bewaard gebleven.